# جيري كاريكا
جيري كاريكا، لاعب كرة قدم برازيلي.
يلعب مع نادي النصر الكويتي منذ موسم 2008/2009، وقد سجل في أول مباراة له في الدوري الكويتي 2008/2009 أربعة أهداف في مرمى نادي الكويت ليساعد الفريق على الفوز بنتيجة 4-2 كاريكا.